# Vera Pless
Vera Pless   (Chicago, 5 de març de 1931 - Oak Park, 2 de març de 2020), amb nom de soltera Vera Stepen, va ser una matemàtica estatunidenca especialitzada en combinatòria i teoria de codis. Va ser professora emèrita de la Universitat d'Illinois a Chicago.

## Biografia
Pless va néixer a l'oest de Chicago filla d'una família d'immigrants jueus de Rússia. Com a adolescent, estava més interessada a tocar el violoncel que en les matemàtiques, però va deixar l'institut dos anys abans d'anar a la Universitat de Chicago, i allà va acabar els seus estudis en tres anys. Inspirada per Irving Kaplansky a estudiar àlgebra abstracta, es va quedar a la universitat per fer un màster, que va completar l'any 1952, no gaire després de casar-se amb el seu marit, el físic experimental Irwin Pless.
Va començar a treballar en física a la Universitat de Chicago, però aviat va guanyar una beca per estudiar a la Universitat Northwestern. El seu marit es va convertir en professor a l'Institut Tecnològic de Massachusetts; Pless es va traslladar amb ell a Massachusetts, on va completar el seu doctorat a la Northwestern l'any 1957 sota la supervisió de l'estudiant de Kaplansky, Alex F. T. W. Rosenberg, poc abans del naixement del seu primer fill.
Dos anys més tard, avorrida de ser mare i mestressa de casa, Pless va començar a ensenyar cursos a la Universitat de Boston, i uns anys més tard va començar a buscar un treball a temps complet. No va poder obtenir una posició acadèmica, va prendre una posició al Laboratori de Recerca de la Força Aèria de Cambridge a Massachusetts on va començar a treballar en protecció contra errors. Durant aquest temps va ajudar a fundar una organització anomenada Dones en Ciència i Enginyeria, de la qual va ser presidenta. Es va quedar a l'AFCRL des de 1963 fins al 1972. Un visitant regular i inspiració durant aquest temps va ser el matemàtic i criptògraf de la Universitat Harvard Andrew Gleason. Quan l'esmena Mansfield va prohibir als militars la realització de recerca bàsica, es va traslladar a l'Institut Tecnològic de Massachusetts, on va treballar com a investigadora associada per al MIT Computer Science and Artificial Intelligence Laboratory. Va tornar a Chicago l'any 1975 com a catedràtica de Matemàtiques, Estadística i Computació de la Universitat d'Illinois a Chicago. El seu marit i el seu fill petit havien romàs a l'àrea de Boston, i cinc anys després de la mudança, es van divorciar. Es va jubilar l'any 2006. Des de la seva jubilació fins pràcticament el final de la seva vida va estar fent classes d'hebreu i d'ídix, que era el seu idioma matern.
Va morir al seu domicili d'Oak Park, Illinois als vuitanta-vuit anys el 2 de març de 2020.

## Premis i honors
Al 2012 es va convertir en membre de la Societat Americana de Matemàtiques.

## Publicacions seleccionades
- Pless, Vera. John Wiley & Sons. Introduction to the Theory of Error-Correcting Codes, 1982. ISBN 0-471-08684-3.
- Pless, Vera; Richard A. Brualdi; WC Huffman. North-Holland. Handbook of Coding Theory, Noviembre de 1998 (North-Holland Mathematical Library). ISBN 978-0-444-81472-2.
- Pless, Vera; WC Huffman. Cambridge University Press. Fundamentals of Error-Correcting Codes, Agosto de 2003. ISBN 978-0-521-78280-7.
- Pless, Vera; Janet Beissinger. A.K. Peters, Ltd.. Cryptoclub: Using Mathematics to Make and Break Secret Codes, Mayo de 2006. ISBN 1-56881-223-X.